# David Wilson (rugbista 1985)
David George Wilson (South Shields, 9 aprile 1985) è un ex rugbista a 15 britannico che giocava nel ruolo di pilone. In carriera ha vestito 44 volte la maglia dell'Inghilterra con cui ha partecipato a due edizioni della Coppa del Mondo.

## Biografia
Cresciuto nel Westoe, club della sua città natale (nella contea di Tyne and Wear), entrò a 18 anni nella principale squadra della sua contea, i Newcastle Falcons, con cui esordì in Premiership nel 2003; in 6 stagioni totalizzò 55 presenze in massima divisione, fino all'avvento del collega di ruolo neozelandese Carl Hayman; chiuso nel ruolo, decise a marzo 2009, in vista della scadenza del contratto, di accettare un ingaggio dal Bath, rimasto senza uomini di prima linea dopo alcune cessioni e la squalifica del pilone Matt Stevens, squalificato nel febbraio precedente per due anni dopo essere stato trovato positivo alla cocaina.
Il debutto in Nazionale inglese è del giugno di quello stesso anno, all'Old Trafford di Manchester contro l'Argentina.
Fin dall'esordio è stato impiegato in pianta stabile nel pacchetto di mischia inglese.